# Moneta australis
Moneta australis är en spindelart som först beskrevs av Eugen von Keyserling 1890.  Moneta australis ingår i släktet Moneta och familjen klotspindlar.
Artens utbredningsområde är Queensland. Inga underarter finns listade i Catalogue of Life.